# Welyka Buhajiwka
Welyka Buhajiwka (ukrainisch Велика Бугаївка; russisch Великая Бугаевка Welikaja Bugajewka, polnisch Buhajówka Wielka) ist ein Dorf in der ukrainischen Oblast Kiew mit etwa 700 Einwohnern.

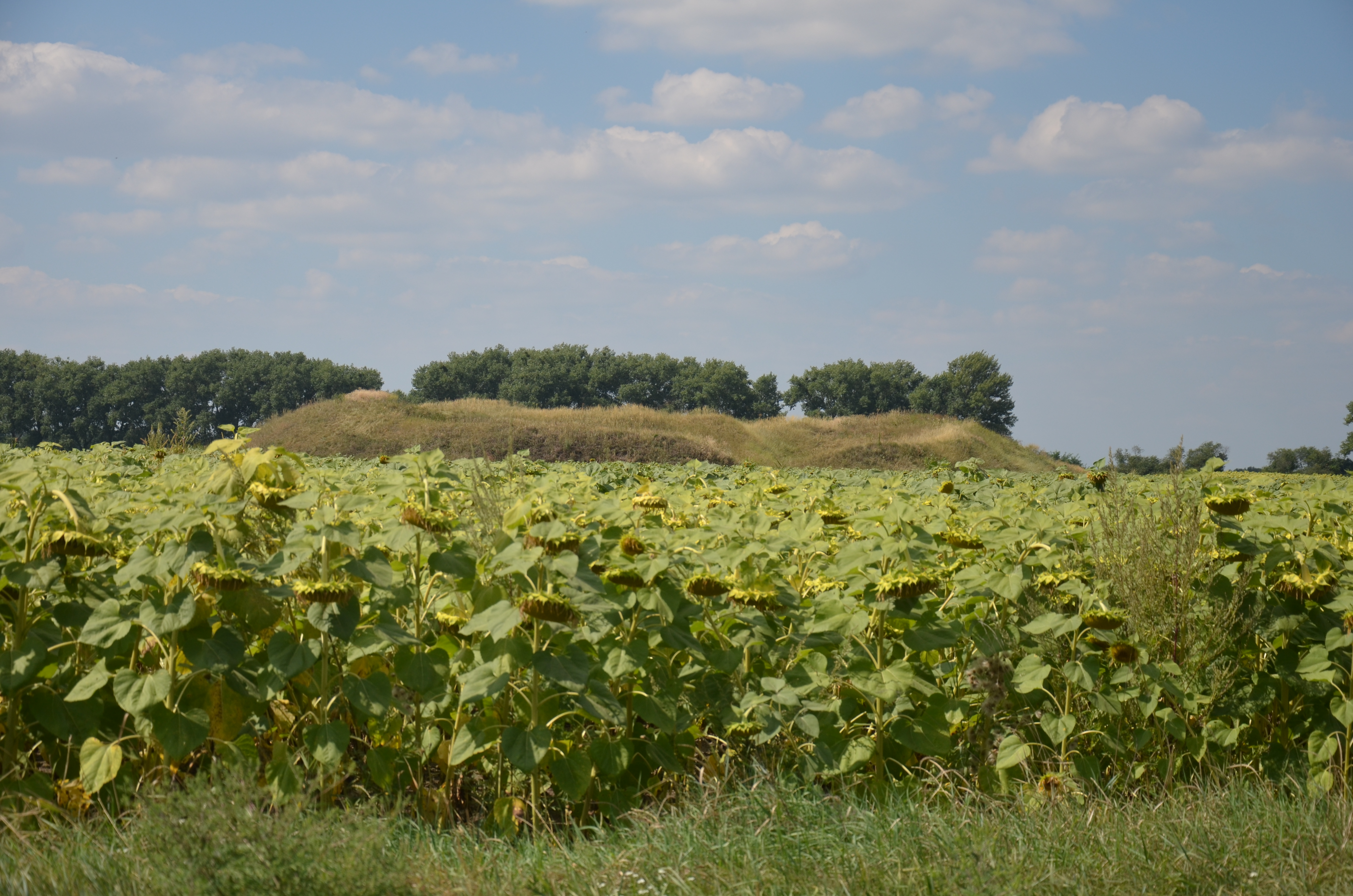
Erdburg beim Ort

Das 1601 gegründete Dorf liegt am Fluss Buhajiwka (Бугаївка), 15 Kilometer nordwestlich der Rajonshauptstadt Obuchiw und 30 Kilometer südlich der Oblasthauptstadt Kiew.
Am 12. Juni 2020 wurde das Dorf ein Teil neugegründeten Stadtgemeinde Wassylkiw, bis dahin bildete es die gleichnamige Landratsgemeinde Welyka Buhajiwka (Великобугаївська сільська рада/Welykobuhajiwska silska rada) im Norden des Rajons Wassylkiw.
Am 17. Juli 2020 kam es im Zuge einer großen Rajonsreform zum Anschluss des Rajonsgebietes an den Rajon Obuchiw.